# Žeraviny
Žeraviny (en allemand : Scherawin) est une commune du district de Hodonín, dans la région de Moravie-du-Sud, en République tchèque. Sa population s'élevait à 183 habitants en 2020.

## Géographie
Žeraviny se trouve à 6 km à l'est de Strážnice, à 21 km à l'est-nord-est de Hodonín, à 66 km au sud-est de Brno et à 250 km au sud-est de Prague.
La commune est limitée par Kozojídky au nord, par Hroznová Lhota à l'est, par Kněždub au sud et par Vnorovy à l'ouest.

## Histoire
La première mention écrite de la localité date de 1447.